# Кеке Геладзе
Кеке Геладзе (на грузински: კეკე გელაძე) е грузинска селянка, майка на съветския държавник и партиен лидер Йосиф Сталин.
Родена е на 5 февруари 1858 година в Гамбареули (днес част от Гори) в семейство на крепостни селяни. През 1875 година се омъжва за обущаря Бесарион Джугашвили, от когото има трима сина – двама починали малко след раждането си и Йосиф Сталин. През 1890 година напуска съпруга си, който се е пропил, и става шивачка, отглеждайки сама сина си, когото готви за свещеник. След идването на болшевиките на власт тя е настанена в държавна резиденция, но е посещавана рядко от сина си, който поверява грижите за нея на своя близък сътрудник Лаврентий Берия.
Кеке Геладзе умира от белодробно възпаление на 4 юни 1937 година в Тбилиси и е погребана в Пантеона „Мтацминда“.
В края на живота си Кеке Геладзе диктува своите спомени, които остават неиздадени до 2012 година.